# Tahuantina
Tahuantina is een monotypisch geslacht van spinnen uit de  familie van de Dictynidae (kaardertjes).

## Soort
- Tahuantina zapfeae Lehtinen, 1967